# Prowincja Miasto Bużumbura
Miasto Bużumbura – jedna z 17 prowincji w Burundi, znajdująca się w zachodniej części kraju. Poprzez jezioro Tanganika graniczy z Demokratyczną Republiką Konga. Znajduje się tu największe miasto kraju Bużumbura.